# Phokwane
Phokwane (officieel Phokwane Local Municipality) is een gemeente in het Zuid-Afrikaanse district Frances Baard.
Phokwane ligt in de provincie Noord-Kaap en telt 63.000 inwoners.

## Hoofdplaatsen
Phokwane is op zijn beurt nog eens verdeeld in drie hoofdplaatsen (Afrikaans: nedersettings) en de hoofdstad van de gemeente is de hoofdplaats Hartswater.
- Hartswater
- Jan Kempdorp
- Pampierstad